# 低卤化物

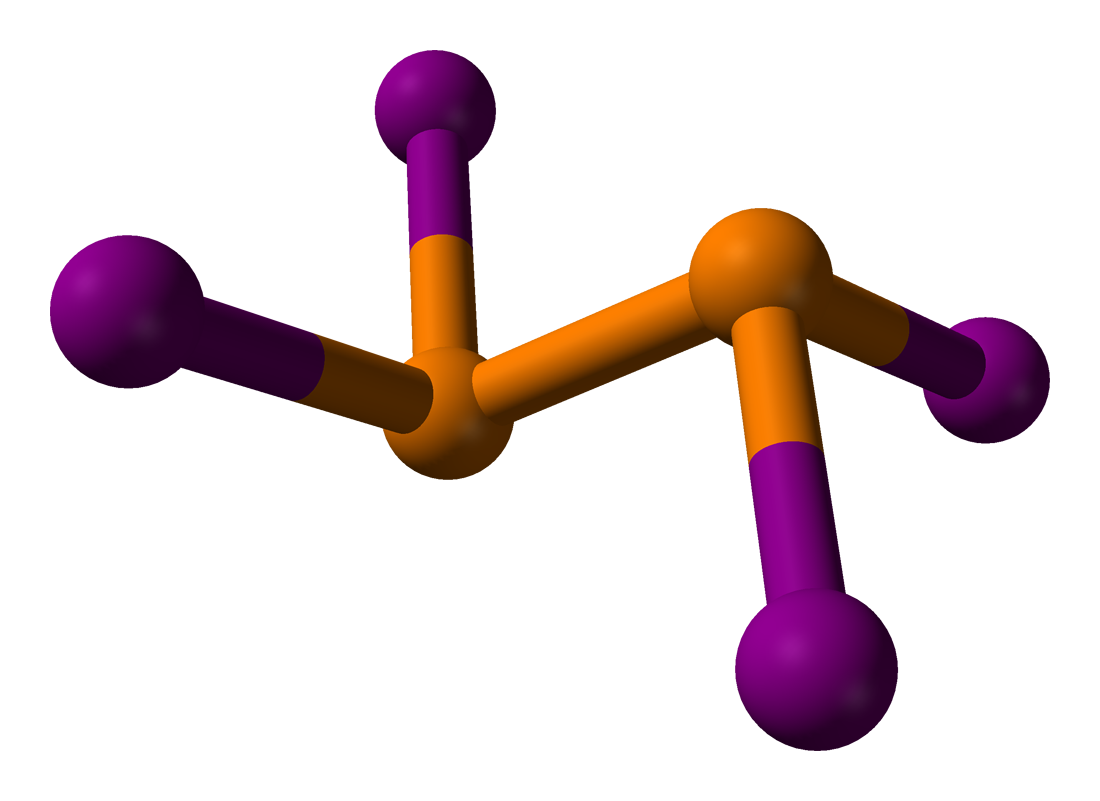
P_{2}I_{4}是磷的低卤化物。

在化学中，低卤化物是卤素/金属比例较低的无机化合物。一般它都有金属-金属键，且低卤化物是非常普遍的化合物。

## 例子
硼最普遍的氟化物为三氟化硼（BF3），但硼也能形成低卤化物如：四氟化二硼（B2F4）与一氟化硼（BF）。对于镓，四氯化二镓（Ga2Cl4）的加合物是已知的。磷的低卤化物包括P2I4、P4Cl2和P7Cl3（结构与P73−离子相似）。有很多种碲的低卤化物如：Te3Cl2、Te2X（X=Cl、Br、I）。